# Karel Julius, kníže z Rochefortu
Karel Julius de Rohan (francouzsky Charles Jules Armand de Rohan, prince de Rochefort); 29. srpna 1729, Paříž – 18. května 1811) byl francouzský šlechtic a kníže z Rochefortu. Byl otcem Šarloty Luisy de Rohan, tajné manželky popraveného duc d'Enghien.

## Biografie
Narodil se Karlovi de Rohan, knížeti z Rochefortu, a jeho manželce Eleonoře Evženii de Béthisy de Mézières, byl druhým dítětem ze čtyř a jejich nejstarším synem.
Jeho rodina si přisuzovala původ od vládnoucích bretaňských vévodů a na francouzském dvoře jim bylo povoleno požívat titul zahraničního knížete. To jim umožnilo být oslovováno Výsosti a u dvora požívat dalších výsad.
Od narození byl oslovován jako kníže z Montaubanu, po smrti svého otce v únoru 1766 se stal knížetem z Rochefortu, což byl dědičný titul vytvořený v roce 1728.
Oženil se s Marií Jindřiškou Šarlotou d'Orléans-Rothelin, dcerou Alexandra d'Orléans, markýze z Rothelinu a Marie-Kateřiny de Roncherolles. Pár byl oddán na základě smlouvy v Église Saint-Sulpice v Paříži dne 20. května 1762 a oficiálně dne 24. května 1762. Z manželství vzešlo pět dětí, z nichž pouze jedno mělo další potomky.
Jeho starší sestra Eleonora se provdala za Jeana de Merode, syna Jeana Philippa de Merode. Jeho mladší sestrou byla Madame de Brionne, slavná majitelka salonu a manželka knížete z Brionne Louise de Lorraine.

## Potomci
- Karel Mériadec de Rohan (16. listopadu 1763 – 21. října 1764) zemřel v dětství.
- Karel Ludvík Kašpar de Rohan, vikomt z Rohanu, kníže z Rochefortu, vévoda z Bouillonu (1. listopadu 1765 – 7. března 1843) se oženil s Marií Luisou Josefínou de Rohan-Montbazon.
- Šarlota Luisa Dorota de Rohan (25. října 1767 – 1. května 1841) se tajně provdala za Ludvíka Antonína, vévodu z Enghien, syna bourbonského vévody a jeho manželky; neměla potomky.
- Ludvík Kamil Julius de Rohan (16. dubna 1770 – popraven v Paříži, 10. června 1794) známý jako le princ Jules; nikdy se neoženil;
- Klementina Karolína Jindřiška de Rohan (26. října 1786 – 7. července 1850) se provdala za Františka Ludvíka de Gaudecharta, markýze de Querrieu.